# Tallaght
Tallaght (del irlandés: Tamhlacht) después de Dublín y Cork es la tercera concentración urbana más grande en la República de Irlanda. Situada a 13 kilómetros al suroeste de la ciudad de Dublín, al pie de las montañas de Dublín - Wicklow, fue uno de los asentamientos en el país y uno de los centros monásticos más importantes de la Irlanda medieval. Sus áreas urbanas y suburbanas consisten primordialmente de zonas habitables que fueron construidas a partir de 1960, una villa que data de al menos el siglo XVII y una nueva área en el centro que fue comenzada a finales de 1980. Es la capital administrativa del Consejo del Condado de Dublín Sur.

## Descripción
Tallaght se extiende de la autopista M50 y Templeogue en el este hasta Citywest y Saggart en el oeste, y de Glen na Smol y Knocklyon en el sur hasta Clondalkin y Walkinstown en el norte. Debido a su población relativamente grande, ha habido llamados para que le sea concedido el estatus de ciudad. De cualquier manera, está considerado como parte de la Gran Área de Dublín.
La cifra oficial de 64282 habitantes (2006) no es un reflejo acertado de la población real del área total que ha sido asociada históricamente con Tallaght. En 2002, el Consejo del Condado de Dublín Sur removió varios de los distritos históricamente asociados con Tallaght cuando redibujaron las D.D.E.s (Divisiones de Distritos Electorales). Esto resulta en una impresión inexacta de la población total del área, que puede ser fijado más acertadamente alrededor de cien mil.
Tallaght está conectado a la ciudad de Dublín por los servicios del Dublin Bus y la Línea Roja del sistema de tren ligero, Luas, que abrió en septiembre del 2004. Aunque la primera parada de la línea Roja se llama 'Tallaght', la totalidad zona 'Roja 4' se encuentra dentro del área de Tallaght. Tallaght está pobremente conectado a los suburbios de Dublín, dado que el transporte público corre predominantemente a través del centro de la ciudad de Dublín. Esto ha llevado a altos niveles de dependencia del automóvil. Un sistema de metro está siendo planeado para Dublín, donde tomando una tura en circuito, se pretende conectar a Tallaght con los suburbios occidentales de Dublín incluyendo Clondalkin, Lucan y Blanchardstown.
Aunque no está adoptado formalmente, Tallaght fue plneado como un pueblo nuevo, como se estableció en el plan maestro Myles Wright en 1967 para el Gran Área de Dublín. Éste proponía cuatro nuevos pueblos auto-contenidos en Tallaght, Clondalkin, Lucan y Blanchardstown. Aunque fue más tarde absorbido en el área suburbana de Dublín, Tallaght ha desarrollado una identidad distintiva, sobresaliendo por su rápido crecimiento en la última década. Caracterizado por los mismos problemas asociados a la pobre planificación de áreas fronterizas de muchas ciudades europeas, durante las décadas de 1970 y 80 se convirtió en sinónimo de mala administración suburbana. Sin embargo, ahora Tallaght, tiene una vibrante perspectiva de artes, cultura, deporte y economía locales que van emparejados con un distintivo sentido del lugar. Junto con bibliotecas y grupos de arte local, impulsa dos teatros y una compañía de teatro juvenil. Es también sede del Tallaght Arena y diversas y renombradas escuelas de artes marciales y clubs de la Asociación Atlética Gaélica.

## Historia
Tallaght es irlandés medio para pozo de lágrimas, compuesto por las palabras gaélicas "tamh", significando pozo y "lachta", significando lágrimas. Las palabras, "Tamhlacht Muintir Partholón" denotan su estado como fosa común, y es mencionada en Leabhar Ghabhála Érenn (o Libro de las Invasiones)) como el lugar de entierro de cientos de Partholianianos que murieron de una plaga muy parecida como la Muerte Negra.
San Maelruain estableció un establecimiento monástico en Tallaght en 796. Para este tiempo Tallaght y Swords eran considerados centros de aprendizaje y eran conocidos también como los "Ojos de Irlanda". El monasterio fue quemado por los vikingos en el 811 pero continuó en la era Normanda.
A través de la mayor parte del siglo XIII un estado de comparativa paz existió en Tallaght, pero subsecuentemente los O'Byrne y los O'Toole tomaron una acción ofensiva y se les unieron muchos lugartenientes del Arzobispo. Como resultado de esto la tierra no fueron aprovechadas, las pasturas no fueron almacenadas y los poderíos desertados. En 1310 los bailíos de Tallaght obtuvieron un decreto real para cerrar el pueblo. Ningún trazo de estas murallas defensivas sobrevive y no hay evidencia de su ubicación exacta, excepto por el nombre de Watergate Bridge que se extiende en la línea de Oldbawn Road. Tales ataques también promovieron la construcción, en 1324, del castillo de Tallaght. Tallaght se convirtió en un sitio importante de defensa en la orilla de la Empalizada.
Tallaght también fue el centro de actividad feniano. El 5 de marzo de 1867 la estación de policía de Tallaght se convirtió en el escenario de la 'Batalla de Tallaght' que tomó lugar entre la policía y los Fenianos de Dublín. La rebelión falló por muchas razones: principalmente porque los planes de los rebeldes fueron rebelados a las autoridades, quienes estaban preparadas para el evento. Además, muchos líderes fenianos fueron arrestados antes de la insurrección.
Muchos molinos fueron construidos a lo largo del río Dodder durante los siglos 17 y 18 y esto trajo nueva prosperidad que vio la construcción de muchas casas en el área. El Luas no fue el primer sistema de transporte que llegó a Tallaght. El 1o de agosto de 1888 la Línea de Vapor de Dublín a Blessington abrió. Pasando a través de la Villa de Tallaght, la vía de 24 kilómetros corría de Blessington a Terenure, donde después transportes tirados por caballos completaban el transcurso de los pasajeros hasta el Pilar de Nelson en la ciudad de Dublín. Esto proveyó nuevas vías de transporte de bienes y también trajo viajaron-del-día fuera de la ciudad. En 1895 la línea fue extendida al sur desde Blessington a Poulaphouca. La retirada de las tropas armadas estacionadas en Blessington después de la independencia, combinada con el advenimiento del auto de motor y los camiones motorizados llevaron a su eventual cierre el 31 de diciembre de 1932.
El 2 de septiembre de 1987 Alan Dukes, el líder del partido de oposición Fine Gael, dio un famoso discurso a la Cámara de Comercio de Tallaght en el cual la política que fue conocida como la Estrategia Tallaght fue delineada.
La tienda de Domino's Pizza en Tallagaht se convirtió en la primera tienda de Domino's en la historia en llegar a los $3 millones de facturación (€2.35 millones) en un año.

## Cronología
769 
Se funda el Monasterio de San Maelruain.
792 
Muerte de San Maelruain.
811 
El Monasterio de San Maelruain es devastado por los vikingos.
1179 
Tallaght es confirmado en la Sede de Dublín.
1310 
Bailíos de Tallaght consiguen un decreto real para cerrar el pueblo.
1324 
Se comienza la construcción del Castillo de Tallaght.
1331/2 
El Castillo de Tallaght es destruido por O'Toole de Imaile.
1378 
Mathew hijo de Redmond de Bermingham toma la estación en el Castillo de Tallaght para resistir a los O'Byrne.
1540 
Los O'Toole invaden y devastan el Castillo de Tallaght y mansiones circundantes.
1635 
Se construye la Old Bawn House.
1729 
El Castillo de Tallaght es demolido.
1729 
El Palacio del Arzobispado es construido por el arzobispo Hoadley.
1822 
El Palacio del Arzobispado es demolido por el alcalde Palmer, que construye Tallaght House.
1829 
La Parroquia Iglesia de Irlanda es construida.
1856 
Tallaght House es vendida a los Dominicos.
1864 
El oratorio de Santa María es construido.
1867 
Batalla de Tallaght.
1883 
La iglesia del Nuevo Oratorio es construida.
1888 
Comienza operaciones el tren Dublín-Blessington, pasando a través de Tallaght.
1955 
Nueva casa de retiro es construida en Oratorio, albergando Tallaght House.
1987
Alan Dukes delinea la Estrategia Tallaght a la Cámara de Comercio de Tallaght.
1990
Abre el centro comercial The Square.
1992 
Abre el Institute of Technology, Tallaght.
1994 
Se crea el Consejo del Condado de Dublín del Sur, con nuevo centro operativo en el centro de Tallaght. El Teatro Juvenil de Tallaght se funda.
1995
El Teatro Tallaght es construido en Kilnamanagh.
1999 
El Teatro Cívico abre adyacente al centro operativo del Consejo del condado de Dublín del Sur en el centro de Tallaght.
2004 
Abre la Línea Roja del tren ligero Luas, conectado a Tallaght Central con Connolly Station en la ciudad de Dublín.

## Distritos de Tallaght
Tallaght está compuesta por las siguientes zonas: el centro de Tallaght ocupa el distrito centro-este. En él se encuentra la "Belgard Square", la principal área comercial, la parada final del LUAS, el Hospital, el Sean Walsh Memorial Park y varios bares y hoteles. La Villa de Tallaght está situada al este del nuevo centro del pueblo, y está al norte del Paso de Tallaght (N81). Al este de la Villa se encuentra Tymon North/Balrothery, en donde se extienden zonas habitacionales tales como Bancroft, Balrothery, Glenview, Castle Park, St. Aongus, Tymon, Bolbrook y Avonbeg. Esta parte de Tallaght alberga varias instalaciones deportivas como el Tallaght Arena, un centro de acondicionamiento, dos piscinas, una pista de atletismo y una instalación de fútbol sóccer. Tymon Park es el segundo parque de la ciudad en tamaño y hace frontera con Greenhills, Templeogue y Tymon North, contiene amplias áreas deportivas, fosas, un escuela donde se enseña el idioma irlandés y una de las canchas más grandes en la entrada de Tymon North.
Al sur de la Villa de Tallaght se extiende el Norte de Old Bawn, que es delimitado por el Sean Walsh Memorial (Watergate) park al norte, Firhouse Road West en el sur, por Old Bawn Road en el este y Kiltipper Way en el oeste. Al este de Old Bawn, bienes raíces incluyen Home Lawns, Avonbeg, Mountain Park, Millbrook Lawns y Seskin View, más al este está Firhouse. Inmediatamente al oeste del centro están las áreas de Virginia Heights y Springfield. Más al este está Jobstown, Kiltalown y Fettercairn. Más lejos, al oeste, bordeando con Saggart, existen nuevas áras habitacionales como Deselby, Mountain View, The Belfry, Ardmore, Westbrook Glen, Saggart Abbey y Carrigmore. Al sur de la vía doble N81 está Kiltipper, Aylesbury/Sur de Old Bawn y Killinarden, que está compuesto por las áreas residenciales de Cushlawn, Donomore, Killinarden Estate y Knockmore.
Belgard Green, Belgard Heights, Kingswood Heights y Kilnamanagh están situados en la orilla norte de Tallaght, adyacente a Clondalkin. Kilnamanagh, fue una vez considerado como el área residencial más grande de Europa (hasta que el área de Petrzalka en Bratislava tomó ese título).

## Atractivos
Cruzando la N81, al sur del centro del pueblo, está el sitio propuesto para las nuevas canchas de sóccer, el Tallaght Stadium. La propuesta del estadio de 6000 asientos fue inicialmente llevada a cabo por los Shamrock Rovers Football Club en las tierras pertenecientes al Consejo del Condado de Dublín Sur. Sin embargo el proyecto fue derrumbado por problemas financieros y el sitio fue regresado a la propiedad del Consejo. Los trabajos se interrumpieron, pero el Consejo tiene la intención de completar el estadio en el 2007.
Adyacente a la estación del Luas está la oficina del Consejo del Condado de Dublín Sur, la biblioteca Tallaght y el Teatro Cívico. El Hospital Adelaide & Meath, Dublín Incorporando el Hospital Nacional Infantil (más conocido como el Hospital Tallaght) está ubicado en las cercanías. Recientemente la gente local tomó las calles, marchando en protesta por la decisión del Gobierno de reubicar el Hospital Nacional Infantil a The Matter en el norte de Dublín.
El cuerpo de tercer nivel; Institute of Technology, Tallaght, junto con la Iglesia San Maelruain's y el Oratorio Domico, están ubicados en el barrio histórico Villa de Tallaght. 
Tallaght es reconocido por mantener un desfile anual del Día de San Patricio. El 12 de julio de 1998, dio la bienvenida al Tour de Francia. Este año ofrecerá el primer 'Hallowfest' anual del Condado de Dublín Sur en celebración del festival Celta de Samhain.

## Desarrollo actual
El centro ha sido testigo de mucha construcción en años recientes, predominantemente de edificios de departamentos, incluyendo un edificio de doce pisos en el lugar de una granja conocida antes como "Virginia House" (la base de operaciones por muchos años del Centro de Artes Comunitario de Tallaght). Este nuevo edificio es actualmente el más alto de Tallaght. Un nuevo centro de artes para el Condado de Dublín Sur está planeado para un sitio cerca del County Hall. Trabajo intensivo será llevado a cabo en el futuro cercano para integrar el Sean Walsh (Watergate) Park con el nuevo Centro de Tallaght. Parte de este desarrollo incluirá trasformar una sección del paso de Tallaght (N81) en un bulevar para integrar mejor las dos áreas o la construcción de un puente pedestre entre las dos áreas.

## Política
Tallaght está en la constitución del Dáil Sur Oeste de Dublín. Las Elecciones Generales del 2002 vieron a Seán Crowe de Sinn Féin liderar la encuesta y ser electo en la primera ronda. Pat Rabbitte, líder del Partido Laborista Irlandés, fue también electo junto con Charlie O'Connor y Conor Lenihan de Fianna Fáil. Elecciones del Condado de Dublín Sur serán mantenidas en 2007 como parte de elecciones nacionales. En años recientes partidos más pequeños como el Partido de Trabajadores Socialista y el Partido Socialista han llevado a cabo campañas y actividades comunitarias dentro de la región.